# Amt Halver
Das Amt Halver war ein westfälisches Amt innerhalb des Kreises Altena. Von 1815 bis zum Inkrafttreten der preußischen Landgemeindeordnung für die Provinz Westfalen von 1843 bestand das Amt als Bürgermeisterei. Das Amt wurde zum 1. Januar 1969 aufgelöst, aus ihm hervorgegangene Gemeindeeinheiten sind die Stadt Halver als Rechtsnachfolger des Amts und die Gemeinde Schalksmühle.

## Hintergrund und Geschichte
Nach der Eroberung durch Napoleon Bonaparte wurde die Grafschaft Mark von dessen Schwager Joachim Murat am 24. April 1806 zusammen mit dem rechtsrheinischen Herzogtum Berg, den Grafschaften Dortmund, Limburg, sowie dem nördlichen Teil des Fürstentums Münster und weiteren Territorien zu dem Großherzogtum Berg vereint.
Bald nach der Übernahme begann die französische Verwaltung im Großherzogtum neue und moderne Verwaltungsstrukturen nach französischem Vorbild einzuführen. Bis zum 3. August 1806 ersetzte und vereinheitlichte diese Kommunalreform die alten märkischen Ämter und Herrschaften. Sie sah die Schaffung von Départements, Arrondissements, Kantone und Munizipalitäten (ab Ende 1808 Mairies genannt) vor und brach mit den alten Adelsvorrechten in der Kommunalverwaltung. Am 14. November 1808 war dieser Prozess nach einer Neuordnung der ersten Strukturierung von 1806 abgeschlossen, die alten Bauerschaften blieben dabei häufig erhalten und wurden als Landgemeinden den jeweiligen Mairies oder Kantonen zugeordnet.
In dieser Zeit wurde die Bürgermeisterei Halver im Kanton Lüdenscheid im Arrondissement Hagen gegründet. Sie bestand aus den alten Bauerschaften des Kirchspiels Halver, namentlich Halver, Bergfeld, Bommert, Ehringhausen, Eikhofen, Glörfeld, Kampscheid, Lansberg und Oeckinghausen, die zur Gemeinde Halver zusammengefasst waren. Dazu kamen die Midder Bauerschaft, die Winkelner Bauerschaft und die Wester Bauerschaft des Gerichts Lüdenscheid, die ihrerseits zur Gemeinde Hülscheid zusammengefasst waren.
1813 zogen die Franzosen nach der Niederlage in der Völkerschlacht bei Leipzig aus dem Großherzogtum ab und es fiel ab Ende 1813 unter die provisorische Verwaltung durch Preußen im sogenannten Generalgouvernement zwischen Weser und Rhein, die es 1815 durch die Beschlüsse des Wiener Kongreß endgültig zugesprochen bekamen. Mit Bildung der preußischen Provinz Westfalen 1815 wurden die vorhandenen Verwaltungsstrukturen im Großen und Ganzen zunächst beibehalten und unter Beibehaltung der französischen Grenzziehungen in preußische Landkreise, Bürgermeistereien und Gemeinden umgewandelt. Die Bürgermeisterei Halver wurde dabei dem Kreis Altena zugeordnet.
1818 lebten zusammen 4.810 Einwohner in der Bürgermeisterei Halver. Laut der Ortschafts- und Entfernungs-Tabelle des Regierungs-Bezirks Arnsberg besaß die Bürgermeisterei 1838 eine Einwohnerzahl von gesamt 6.423, die sich in 64 katholische und 6.359 evangelische Gemeindemitglieder aufteilte. Die Wohnplätze der Bürgermeisterei umfassten zusammen vier Kirchen, 16 öffentliche Gebäude, 902 Wohnhäuser, 231 Fabriken und Mühlen und 732 landwirtschaftliche Gebäude.
Das Gemeindelexikon für die Provinz Westfalen von 1887 gibt für das Amt Halver, das seit 1844 nur noch aus der Landgemeinde Halver bestand, eine Einwohnerzahl von 7.787 an (7.615 evangelischen, 262 katholischen und vier sonstig christlichen Glaubens), die in 206 Wohnplätzen mit zusammen 947 Wohnhäuser und 1.425 Haushaltungen lebten. Die Fläche des Amts (8.588 ha) unterteilte sich in 3.526 ha Ackerland, 725 ha Wiesen und 3.982 ha Wald.

## Gebietsänderungen
Die Gemeinde Hülscheid wurde 1846 aus dem Amt ausgegliedert und dem 1843 gegründeten Amt Lüdenscheid zugewiesen. Am 1. Oktober 1912 wurde die Gemeinde Schalksmühle aus dem nordöstlichen Teil der Landgemeinde Halver neu gebildet. Die neue Gemeindefläche betrug 8,60 ha, um die die Landgemeinde Halver verkleinert wurde.
Das Amt wurde durch das Gesetz zur Neugliederung des Landkreises Altena und der kreisfreien Stadt Lüdenscheid zum 1. Januar 1969 aufgelöst. Die Gemeinde Hülscheid wurde in die Gemeinde Schalksmühle eingegliedert und die Gemeinde Halver erhielt das Stadtrecht. Beide Gemeindeeinheiten wurden dem neu gegründeten Kreis Lüdenscheid zugeordnet, der bereits 1975 wieder aufgelöst wurde. Heute sind die Gemeindeeinheiten Teil des im gleichen Jahr neu gegründeten Märkischen Kreises.